# ゴールデン☆ベスト Deadly Drive 2025
『ゴールデン☆ベスト Deadly Drive 2025』（ゴールデン☆ベスト デッドリイ・ドライブ 2025）は2025年7月30日に発売された伊藤銀次のベスト・アルバム。

## 解説
『ゴールデン☆ベスト』のワーナーミュージック音源。第7弾の4タイトル発売のうちの1枚としてリリースされた本作は、1977年にリリースされた伊藤銀次のファースト・ソロ・アルバム『DEADLY DRIVE』が、2017年にリマスター及びリミックスを施した2枚組『デッドリイ・ドライブ 40周年記念デラックス・エディション』から1枚に抜粋された、ゴールデン☆ベスト盤としての再登場。
伊藤のソロ・デビュー・アルバム『DEADLY DRIVE』は1977年5月22日にリリースされたが、オリコンチャートで初登場99位にランクインしたものの、翌週には圏外となり、大きな注目を集めるまでには至らなかった。それでもすぐにセカンド・プレス(L-4037Y)が廉価盤として再発され、以降も1979年(L-4037Y ※帯違い)、1991年盤CD(WPCL-589 ※秘蔵盤CD選集シリーズ)、1996年盤CD(WPC6-8238 ※音泉1500/Q盤シリーズ)、2001年盤CD(AMCM-4524 ※デジパック仕様)、2008年盤CD(WPCL-10455 ※紙ジャケット仕様、ボーナス・トラック2曲追加)と途切れることなくリイシューされ、常にカタログとして世に送り出されてきた。さらに2017年には『デッドリイ・ドライブ 40周年記念デラックス・エディション』とそのデジタル版がリリースされ、2019年には40周年記念盤から伊藤本人がセレクトした曲を収録した2枚組アナログ盤(WQJL-123/4)、2023年には“CITY POP on VINYL 2023”企画による、オリジナル本編8曲を収録したレッド・ヴァイナル仕様のアナログ盤(WQJL-170)も発売された。
本作収録曲について、「風になれるなら」から「Hobo's Lullaby（ホーボーズ・ララバイ）」までの8曲はアルバム本編の2025年リマスター。ボーナス・トラックは『デッドリイ・ドライブ 40周年記念デラックス・エディション』から選ばれた音源の2025年リマスター。「風になれるなら (シングル・ヴァージョン)」と「デッドリイ・ドライブ (シングル・ヴァージョン)」は、2008年盤CDや2019年の2枚組アナログ盤にも収録されていた。続く5曲は『デッドリイ・ドライブ 40周年記念デラックス・エディション』発売時に発見された16チャンネル・マルチトラック・テープを使い、新たに制作されたヴァージョン。「風になれるなら」「こぬか雨」は、まだ仮歌のままでいくつかの楽器が加えられる前のテイクを元にした“2017 Re-Mix”と、それぞれのバック・トラック（カラオケ）をリミックスした“2017 Re-Mix Back Track”の2種類のヴァージョンを収録。「Deadly Drive」はSEなしのアルバムよりも長い“2017 Re-Mix “No SE” Long Version”。最後の2曲はK-mixのラジオ番組『ようこそ夢街名曲堂へ!』の公開録音時（放送は2012年12月29日）に収録された、アコースティック・ギターによる弾き語りライヴ・ヴァージョン。

## パッケージ、アートワーク
CDの帯には、以下のキャッチコピーが記載されている。
ブックレットのジャケット表と裏の写真はアルバム『DEADLY DRIVE』と同じものを使用。解説、歌詞のほか、ディスコグラフィ（シングル「風になれるなら / こぬか雨」と「デッドリイ・ドライブ」のジャケット、アルバム『DEADLY DRIVE』の帯付き歴代ジャケット）を掲載。

## 収録曲
1. 風になれるなら  –  (4:07)[1]
  - 作詞：伊藤銀次 / 大貫妙子    作曲 · 編曲：伊藤銀次
  - ストリングス・アレンジ：坂本龍一
  - コーラス・アレンジ：大貫妙子
2. I'm Tellig You Now （好きなんだ）  –  (2:51)[1]
作詞 · 作曲：Garrity / Murray    日本語詞：伊藤銀次
3. Deadly Drive  –  (4:00)[1]
作曲 · 編曲：伊藤銀次 / 村松邦男
4. こぬか雨  –  (5:52)[1]
  - 作詞 · 作曲 · 編曲：伊藤銀次
  - ホーン&ストリングス・アレンジ：坂本龍一
  - コーラス・アレンジ：大貫妙子
5. King Kong  –  (4:45)[1]
作詞 · 作曲 · 編曲：伊藤銀次
6. あの時はどしゃぶり  –  (3:00)[1]
  - 作詞 · 作曲 · 編曲：伊藤銀次
  - リズム・アレンジ：斉藤ノブ
7. Sweet Daddy  –  (5:11)[1]
  - 作曲 · 編曲：伊藤銀次
  - ホーン・アレンジ：坂本龍一
8. Hobo's Lullaby  –  (5:06)[1]
  - 作詞 · 作曲 · 編曲：伊藤銀次
  - ≪ボーナス・トラック≫
9. 風になれるなら (シングル・ヴァージョン)  –  (3:33)[1]
  - 作詞 · 作曲 · 編曲：伊藤銀次
  - ストリングス・アレンジ：坂本龍一
  - コーラス・アレンジ：大貫妙子
10. デッドリイ・ドライブ (シングル・ヴァージョン)  –  (4:07)[1]
11. 風になれるなら (2017 Re-Mix Back Track)  –  (4:05)[1]
12. Deadly Drive (2017 Re-Mix "No SE" Long Version)  –  (5:41)[1]
13. こぬか雨 (2017 Re-Mix Back Track)  –  (5:50)[1]
14. 風になれるなら (Live at 渋谷 SONGLINES 2012/11/11)  –  (3:03)[1]
15. こぬか雨 (Live at 渋谷 SONGLINES 2012/11/11)  –  (4:25)[1]
  - Original ℗1977 (M1-10), 2017 (M-11-15), Reamster ℗2025 WARNER MUSIC JAPAN INC.
  - <M16,17> ℗2017 Ginji Ito Licensed by Ginji Ito

## クレジット
| GOLDEN☆BEST STAFF |
| A&R : Yoshikazu Ozawa (Warner Music Japan / TOKYO CITY POP) Sales Planning : Kahoru Asai (Warner Music Japan) Design : Takuya Saito (VPC) |
| Product Coordiantion : Yukari Nagashima, Emi Hirose (Warner Music Japan) Mastering Engineer : Atsuhiro Sakamoto (SAIONKOH)                |

## リリース日一覧
| 地域 | 発売日        | リリース           | 規格 | 品番       | 備考 |
| ---- | ------------- | ------------------ | ---- | ---------- | --- |
| 日本 | 2025年7月30日 | WARNER MUSIC JAPAN | CD   | WPCL-20031 | 2017年にリマスター及びリミックスを施した2枚組『デッドリイ・ドライブ 40周年記念デラックス・エディション』から1枚に抜粋したゴールデン☆ベスト盤。2025年リマスター。 |